# Abbot Point
Abbot Point är en udde i Australien. Den ligger i delstaten Queensland, omkring 980 kilometer nordväst om delstatshuvudstaden Brisbane.
Trakten är glest befolkad. Det finns inga samhällen i närheten.
Savannklimat råder i trakten. Genomsnittlig årsnederbörd är 1 205 millimeter. Den regnigaste månaden är mars, med i genomsnitt 333 mm nederbörd, och den torraste är september, med 3 mm nederbörd.